# Euspondylus auyanensis
Euspondylus auyanensis — вид ящірок родини гімнофтальмових (Gymnophthalmidae). Ендемік Венесуели. Описаний у 2009 році.

## Поширення і екологія
Euspondylus auyanensis відомі з типової місцевості, розташованої на вершині гори Ауянтепуй, у венесуельському штаті Болівар на Гвіанському нагір'ї, на висоті 2325 м над рівнем моря. Вони живуть серед скель. 